# Gnadochaeta
Gnadochaeta är ett släkte av tvåvingar. Gnadochaeta ingår i familjen parasitflugor.

## Dottertaxa tillGnadochaeta, i alfabetisk ordning[1]
- Gnadochaeta antennalis
- Gnadochaeta atra
- Gnadochaeta australis
- Gnadochaeta clistoides
- Gnadochaeta coerulea
- Gnadochaeta crudelis
- Gnadochaeta difficilis
- Gnadochaeta flava
- Gnadochaeta fulvicornis
- Gnadochaeta globosa
- Gnadochaeta harpi
- Gnadochaeta lasia
- Gnadochaeta madera
- Gnadochaeta madrensis
- Gnadochaeta mesensis
- Gnadochaeta metallica
- Gnadochaeta morinioides
- Gnadochaeta neomexicana
- Gnadochaeta nigrifrons
- Gnadochaeta ochreicornis
- Gnadochaeta oregonensis
- Gnadochaeta pollinosa
- Gnadochaeta pruinosa
- Gnadochaeta puncticeps
- Gnadochaeta robusta
- Gnadochaeta ruficornis
- Gnadochaeta setigera
- Gnadochaeta sierricola
- Gnadochaeta sigilla
- Gnadochaeta solitaria